# ČSD-Baureihe 524.13
Die Fahrzeuge der ČSD-Baureihe 524.13 waren Tenderlokomotiven der einstigen Tschechoslowakischen Staatsbahnen (ČSD). Sie wurden 1943 als Nachbau der bewährten Gattung BEB Va mit geringen Modifizierungen von Škoda, Plzeň hergestellt.

## Geschichte
1943 noch wurde durchgesetzt eine Produktion von 15 Lokomotiven der ehemaligen Reihe BEB Va, die gegenüber den bisherigen Maschinen abgeändert wurden.
Gegenüber den bisher erschienenen Maschinen wurde besonders der Abstand zwischen den gekuppelten Achsen vergrößert, was zu einer Verringerung des Überhanges führte. Das brachte eine Erhöhung der zulässigen Geschwindigkeit auf 60 km/h.
Es entstanden 15 dieser Lokomotiven. Da sie gegenüber den vorherigen Maschinen mehrere Änderungen aufwies, wurde ihre Inventarnummer mit der 301 beginnend ausgeführt. Genauso wurde nach 1945 bei der Reihe 534.03 gehandelt.

## Technische Merkmale
Die Lokomotive hatte die Achsfolge 1’E1’. Durch die geringe Höchstgeschwindigkeit reichte offenbar die Ausführung der beiden äußeren Laufachsen als Adamsachse aus, die aber gegenüber den Vorgängermaschinen geringfügig verändert wurden.
Im Kessel war ein Großrohrüberhitzer angeordnet, die Feuerbüchse war aus Stahl und die Rostfläche wurde verkleinert auf 3,2 m². Da ab 1939 schon Trofimoff-Schieber in den Werken der ČSD verwendet wurden, rüstete man die neue Lokomotive ebenfalls mit dieser Bauart aus.
Nachträglich wurden für die Maschinen noch gebohrte Kolbenstangen, Verkleidungen für die Achsen und Windleitbleche bestellt. Diese Änderungen hätten aber die Produktion aufgehalten und wurden demzufolge nicht realisiert.

## Einsatz
Die Lokomotiven versahen den Dienst vorwiegend in den Heizhäusern Brno, Skalice nad Svitavou, Česká Třebová und Břeclav. Gegenüber den Vorgängerbauarten unterblieben bei ihnen größere Rekonstruktionen, lediglich die 524.1303 wurde mit einem Giesl-Ejektor ausgerüstet.
Sie waren bis Anfang der 1970er Jahre im Einsatz. Als letzte schied 1973 die 524.1307 aus.